# خانه زینب ساقب رأی
خانه زینب ساقب رأی مربوط به اواخر دوره قاجار است و در شیراز، محله سنگ سیاه، کوچه جنب مسجد امام علی واقع شده و این اثر در تاریخ ۱۰ خرداد ۱۳۸۲ با شمارهٔ ثبت ۸۶۵۱ به‌عنوان یکی از آثار ملی ایران به ثبت رسیده است.